# Peter McGrail
Peter McGrail (* 31. Mai 1996 in Liverpool) ist ein britischer Boxer im Bantamgewicht.

## Amateurkarriere
Peter McGrail ist rund 1,63 m groß und boxt in der Rechtsauslage.

### Schüler, Junioren und Jugend
Peter McGrail ist Britischer Schülermeister 2009, Englischer und Britischer Juniorenmeister 2012, Englischer Jugendmeister 2013 und 2014, sowie Britischer Jugendmeister 2014.
2012 nahm er an den Junioren-Europameisterschaften in Sofia teil, wo er im zweiten Kampf ausschied. 2014 startete er bei den ebenfalls in Sofia ausgetragenen Jugend-Weltmeisterschaften und gewann eine Bronzemedaille im Bantamgewicht. Nach Siegen gegen Satawat Pankaeo (TKO), Lee Chuan (3:0), Nicușor Ciobanu (3:0) und Wolodymyr Fedorak (2:1), schied er erst im Halbfinale gegen Sultan Zaurbek (1:2) aus.
Mit diesem Erfolg qualifizierte sich McGrail für die Olympischen Jugend-Sommerspiele 2014 in Nanjing. Mit Siegen gegen Michal Takács (2:1) und Salem Tama (3:0), sowie einer Niederlage gegen Javier Ibáñez (1:2), gewann er erneut eine Bronzemedaille im Bantamgewicht. Die Jugend-Europameisterschaften 2014 in Zagreb beendete er auf dem fünften Platz, nachdem er im Viertelfinale gegen Dorin Bucșa (0:3) ausgeschieden war. Davor hatte er Fredrik Jensen (3:0) und Ömer Koç (3:0) besiegt.

### Elite
2015 gewann er im Bantamgewicht die Britischen Meisterschaften, das Gee Bee Tournament in Helsinki und das Feliks Stamm Tournament in Warschau. Bei den beiden internationalen Turnieren gelangen ihm Siege gegen Matti Koota (3:0), Kurt Walker (2:1), Nazir Balayew (3:0), Adrian Kowal (3:0) und Stephen Boyle (3:0).
2016 wurde er im Bantamgewicht Englischer Meister und gewann erneut das Feliks Stamm Tournament. Bei internationalen Großereignissen 2015 und 2016 wurde in seiner Gewichtsklasse noch Qais Ashfaq eingesetzt. 
2017 ging McGrail bei den U22-Europameisterschaften in Brăila an den Start und besiegte Dsmitryj Assanau (3:2), Jordan Rodriguez (5:0), Raffaele Di Serio (5:0) und İhsan Alagaş (5:0), womit er ins Finale des Bantamgewichts einzog. Beim Kampf um die Goldmedaille unterlag er knapp gegen Robert Jitaru (2:3). 
Im Juni 2017 wurde er vom englischen Verband bei den Europameisterschaften in Charkiw aufgeboten. McGrail gewann die Vorrunde gegen Nándor Csóka (5:0), das Achtelfinale gegen Dsmitryj Assanau (3:2), das Viertelfinale gegen Ahmed Chaouki El Ahmed (5:0), das Halbfinale gegen José Quiles (5:0) und das Finale gegen Mykola Buzenko (3:2). Er war damit für die Weltmeisterschaften 2017 in Hamburg qualifiziert, wo er gegen Ángel Jarquín (5:0) und Leonel de los Santos (4:1) ins Halbfinale einzog, dort gegen Qairat Jeralijew (0:5) verlor und so eine Bronzemedaille gewann.
Bei den Commonwealth Games 2018 in Australien gewann er die Goldmedaille mit Siegen gegen Benson Gicharu, Samuel Addo, Mohamed Hussamuddin und Kurt Walker. Bei den EU-Meisterschaften 2018 in Spanien unterlag er jedoch im Finale knapp gegen Kurt Walker mit 2:3, nachdem er zuvor Jordan Rodriguez und José Quiles besiegt hatte. Im September 2018 betrug seine Bilanz 117 Kämpfe mit 101 Siegen.
Bei den Europaspielen 2019 in Minsk gewann er eine Bronzemedaille, nachdem er im Halbfinale erneut knapp mit 2:3 gegen Kurt Walker ausgeschieden war. Er nahm zudem an den Weltmeisterschaften 2019 in Jekaterinburg teil und erreichte mit Siegen gegen Yechan Lee, Tayfur Əliyev und Kavinder Bisht das Halbfinale, in welchem er gegen Lázaro Álvarez ausschied und seine zweite WM-Bronzemedaille gewann.
Bei der europäischen Olympiaqualifikation 2020 in London, welche aufgrund der COVID-19-Pandemie unterbrochen und 2021 in Paris fortgesetzt wurde, besiegte er Kevin Godla, womit er sich für die 2021 in Tokio ausgetragenen Olympischen Spiele qualifizierte. Bei den Olympischen Spielen unterlag er in der Vorrunde gegen Chatchai Butdee.

### World Series of Boxing (WSB)
Seit 2016 boxte McGrail für das Team British Lionhearts in der WSB und erreichte mit dem Team das Finale der Season VI.

## Profikarriere
Nach den Olympischen Spielen wechselte McGrail in das Profilager, wurde von Matchroom unter Vertrag genommen und gewann sein Debüt am 9. Oktober 2021.